# Venäjänjärvi (sjö i Joensuu, Norra Karelen)
Venäjänjärvi är en sjö i kommunen Joensuu i landskapet Norra Karelen i Finland. Sjön ligger 112,3 meter över havet. Den är 18,8 meter djup. Arean är 69 hektar och strandlinjen är 9 kilometer lång. Sjön  ingår i Vuoksens huvudavrinningsområde.   Den ligger omkring 37 kilometer nordöst om Joensuu och omkring 410 kilometer nordöst om Helsingfors. 
I sjön finns ön Nuutilansaari. 